# Joachim IV van Constantinopel

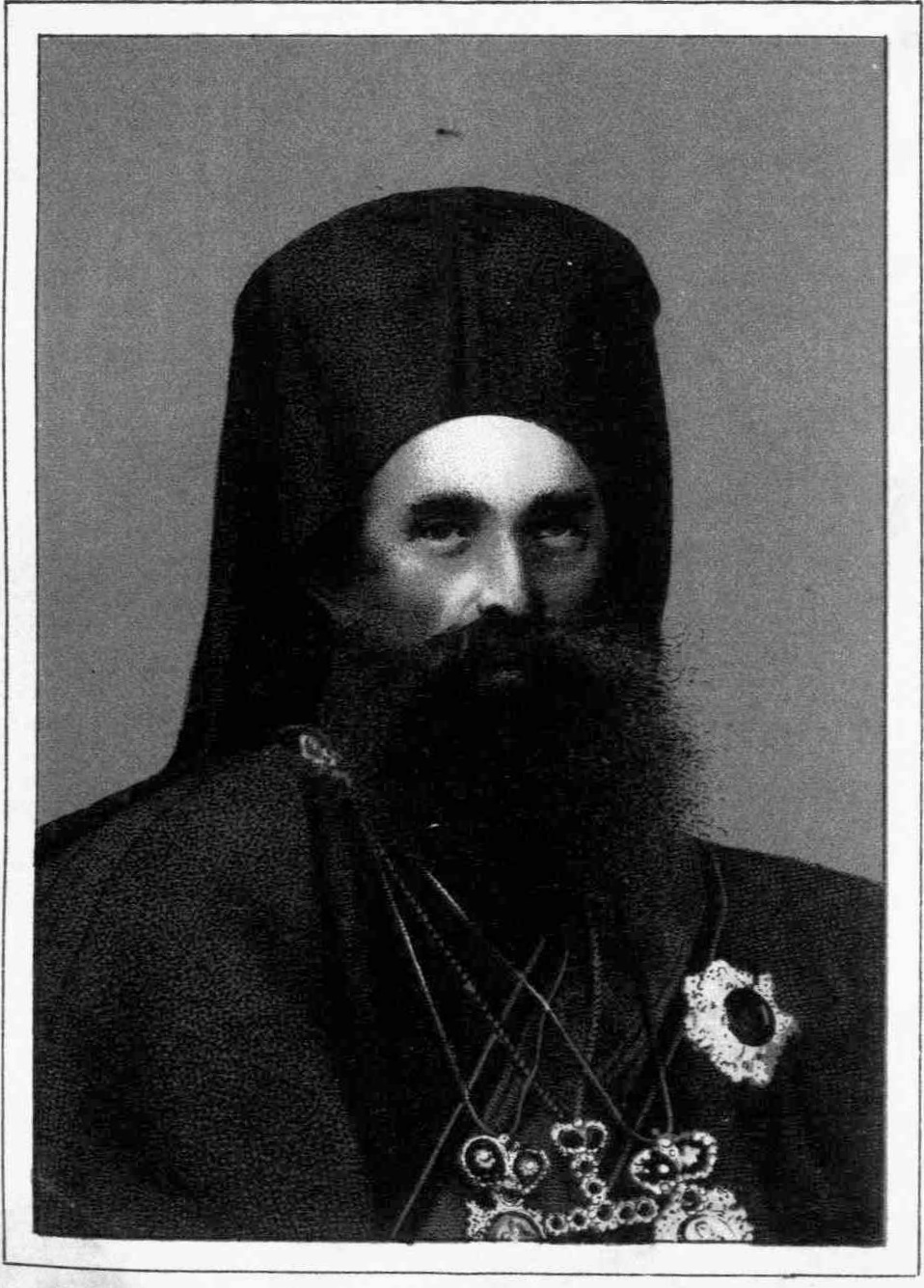

Joachim IV (Grieks: Πατριάρχης Ιωακείμ Δ΄) (Kallimasia (Chios) 5 juli 1837-15 februari 1887) was van 13 oktober 1884 tot 26 november 1886 oecumenisch patriarch van Constantinopel.
Joachim IV werd op 5 juli 1837 op het eiland Chios geboren als Nikolaos Krousouloudis. Toen hij nog jong was, verhuisde hij met zijn familie naar Constantinopel. Zijn oom was in die tijd metropoliet van Kyzikos. Joachim ging naar de Theologische School op het eiland Halki, waar hij in 1861 afstudeerde. Hij werd diaken, en in 1863 benoemd tot secretaris van de synode.
Op 28 november 1870 werd Joachim IV metropoliet van Larissa. Hij werd verschillende keren naar het schiereiland Oros Athos gezonden voor kerkelijke missies. In 1883 kreeg hij tbc en ging voor geneeskrachtige baden naar Palermo in Italië, en naar Oostenrijk en Bulgarije. Tijdens zijn verblijf in Italië bezocht hij paus Leo XIII, wat voor die tijd bijzonder was. Op 1 oktober 1884 werd hij gekozen tot patriarch van Constantinopel en 12 dagen later ingewijd. 
Tijdens zijn ambtsperiode werd de Roemeense kerk autocefaal, de relaties van het patriarchaat met de kerken van Servië en Roemenië werden hersteld en de patriarchale kerk van Sint-Joris in Constantinopel werd verbouwd. Omdat hij ziekelijk bleef, nam hij in november 1886 ontslag. Joachim vertrok naar Smyrna en daarna naar zijn geboorteplaats op het eiland Chios, waar hij op 15 februari 1887 overleed.  